# Ivor Richard
Ivor Seward Richard, baron Richard, (30 mai 1932 - 18 mars 2018) est un homme politique du parti travailliste gallois qui est député de 1964 à 1974. Il est également membre de la Commission européenne puis pair à vie à la Chambre des Lords. 

## Éducation
Ivor Richard fait ses études à la St. Michael's School, une école indépendante à Llanelli, Carmarthenshire, puis au Cheltenham College, une école indépendante à Cheltenham, Gloucestershire et Pembroke College à l'université d'Oxford. 

## Carrière politique
Il est un membre actif du parti travailliste et de la Fabian Society depuis l'Université et se présente à Kensington South aux élections générales de 1959. C'est l'une des circonscriptions les plus prospères de tout le pays et il est arrivé troisième, mais cela ne devait être qu'une occasion de tester ses talents de campagne. Pour l'élection de 1964, Richard est candidat à Baron's court, une circonscription très marginale entre Hammersmith et Fulham. 
Il remporte le siège avec un peu plus de 1 000 voix d'avance. Au Parlement, il est brièvement assistant de Denis Healey en tant que secrétaire d'État à la Défense et est nommé ministre de l'Armée en 1969. Il conserve son siège malgré la victoire des conservateurs lors des élections de 1970, et il est devenu porte-parole de l'opposition sur les télécommunications. Il perd son poste lorsqu'il vote en faveur de l'adhésion à l'Union européenne en 1971, mais est rapidement reconduit dans ses fonctions de porte-parole des Affaires étrangères. 
Cependant, sa circonscription disparait en 1974 et Richard a du mal à trouver un nouveau siège, car le pro-européanisme n'est pas populaire au sein du Parti travailliste. Il est finalement choisi à la dernière minute pour Blyth contre le député travailliste sortant qui avait été désélectionné pour ses allégations de corruption du Parti travailliste local. Sans expérience dans la région et contre un adversaire populaire, Richard est largement battu. 
Le nouveau gouvernement travailliste le nomme en juin 1974 comme représentant permanent du Royaume-Uni auprès de l'ONU, où il sert pendant cinq ans. Il joue un rôle en essayant de rassembler les parties dans les conflits au Moyen-Orient et en Rhodésie. Il est devenu un sujet de controverse après que l'ambassadeur américain de l'époque, Daniel Patrick Moynihan, ait critiqué l'ONU pour avoir adopté une résolution déclarant que le sionisme était une forme de racisme, et Richard l'a dénoncé pour son comportement « comme le Wyatt Earp de la politique internationale »; peu de temps après, Moynihan est démis de ses fonctions par Henry Kissinger[réf. nécessaire]. 
Richard préside la Conférence de Genève sur la Rhodésie du 28 octobre au 14 décembre 1976. La conférence est convoquée pour mettre en œuvre les termes de l'accord d'Henry Kissinger avec le Premier ministre Ian Smith de Rhodésie du mois précédent sur la création d'un gouvernement intérimaire pour diriger pendant qu'une nouvelle constitution est rédigée. Mais les différents nationalistes africains de la Rhodésie ont refusé de reconnaître l'accord et aucun progrès n'a été réalisé au cours des six semaines de la conférence. Smith est cinglant dans son traitement de Richard dans ses mémoires, citant le « manque d'intégrité et de courage » de Richard en ne respectant pas les termes de l'accord de Kissinger. 
Le nouveau gouvernement conservateur en 1979 remplace Richard au bout de quelques mois. Cependant, en 1980, il est choisi par le parti travailliste pour occuper l'un des postes de la Commission européenne (en remplacement de Roy Jenkins). On savait qu'il était le troisième choix du Parti travailliste pour le poste: l'ancien ministre du Trésor, Joel Barnett, avait rejeté une proposition, et le gouvernement conservateur avait mis son veto contre l'ancien secrétaire à la Défense Fred Mulley. Richard prend la responsabilité de l'emploi, de la politique sociale, de l'éducation et de la formation. 
Richard est retourné au Pays de Galles en 1985 et est nommé président du World Trade Center Wales Ltd., qui tentait d'attirer des investisseurs internationaux au Pays de Galles. En 1990, son nom a été inclus sur une liste de pairs du parti travailliste, et est créé pair à vie le 14 mai 1990 prenant le titre de baron Richard, d'Ammanford dans le comté de Dyfed et est devenu un porte-parole de l'opposition en la Chambre des lords. Il est nommé chef des pairs travaillistes à partir de 1992, ce qui entraîne sa nomination au Conseil privé. Richard dirige le Labour aux Lords dans l'opposition avant la victoire en 1997. A la fin de 1993, il lance une Motion de censure sans précédent (pour la Chambre des Lords) contre le gouvernement, bien qu'il ait reconnu qu'il s'agissait d'un geste symbolique et qu'il ne ferait pas tomber le gouvernement, en raison de la primauté de la Chambre des communes. 
Lorsque le parti travailliste remporte les élections de 1997, Richard est devenu Lord du sceau privé et Leader de la Chambre des lords. Les travaillistes voulant une réforme de la Chambre commençant par la suppression des pairs héréditaires, Richard travaille sur la nouvelle composition de la Chambre, mais est débarqué du gouvernement lors du premier remaniement en juillet 1998 pour être remplacé par la baronne Jay de Paddington. Ses réflexions sur la réforme de la Chambre ont été publiées dans Unfinished Business en 1999 et Richard est devenu un ami critique du gouvernement. 
Lord Richard a récemment occupé le poste de président du comité mixte parlementaire sur le projet de loi sur la réforme de la Chambre des lords . Il est décédé en mars 2018 à l'âge de 85 ans.

## Commission Richard
Le gouvernement de coalition à l'Assemblée nationale du Pays de Galles invite Richard à présider une commission sur les futurs pouvoirs de l'Assemblée à partir de 2002. Le rapport est publié le 31 mars 2004 et recommande à l'Assemblée de disposer de tous les pouvoirs législatifs primaires dans les domaines déconcentrés à partir de 2011, recommandation qui a provoqué une controverse avec les députés travaillistes du Pays de Galles.